# عبد الرازق الفار (عزبة)
عزبة عبد الرازق الفار، عزبة تابعة للوحدة المحلية لقرية كنيسة الصرادوسي، التابعة لمركز دسوق، التابع لمحافظة كفر الشيخ في جمهورية مصر العربية.